# Lapuente
Lapuente est une ville de l'Uruguay située dans le département de Rivera. Sa population est de 315 habitants.

## Population
| Année | Population |
| ----- | ---------- |
| 1963  | 412        |
| 1975  | 292        |
| 1985  | 268        |
| 1996  | 284        |
| 2004  | 315        |

,